# Tunezja na Letnich Igrzyskach Olimpijskich 1996
Tunezję na Letnich Igrzyskach Olimpijskich 1996 reprezentowało 51 zawodników: 45 mężczyzn i 6 kobiet. Był to 9 start reprezentacji Tunezji na letnich igrzyskach olimpijskich.

## Zdobyte medale
| Medal | Zawodnik       | Dyscyplina | Konkurencja          | Rezultat                                     |
| ----- | -------------- | ---------- | -------------------- | -------------------------------------------- |
| Brąz  | Fathi Missaoui | Boks       | waga lekkopółśrednia | w półfinale przegrał z Niemcem Oktay Urkalem |

## Skład kadry

### Boks
Mężczyźni
- Kalai Riadh - waga kogucia (do 54 kg) - 9. miejsce
- Fathi Missaoui - waga lekkopółśrednia (do 63,5 kg) - 3. miejsce,
- Kamel Chater - waga półśrednia (do 67 kg) - 7. miejsce,
- Mohamed Salah Marmouri - waga lekkośrednia (do 71 kg) - 6. miejsce

### Judo
Mężczyźni
- Makrem Ayed - waga do 60 kg - 21. miejsce,
- Hassen Moussa - waga do 71 kg - 21. miejsce,
- Skander Hachicha waga do 86 kg - 21. miejsce,
- Slim Agrebi - waga powyżej 95 kg - 21. miejsce

Kobiety
- Raoudha Chaari - waga do 56 kg - 20. miejsce,
- Hajer Tbessi - waga do 61 kg - 9. miejsce

### Lekkoatletyka
Mężczyźni
- Ali Hakimi - bieg na 1500 m - 8. miejsce,
- Tahar Mansouri - maraton - 26. miejsce,
- Hatem Ghoula - chód na 20 km - 33. miejsce,
- Mohieddine Beni Daoud - chód na 20 km - 37. miejsce,
- Mohamed Sassi - trójskok - 43. miejsce

Kobiety
- Monia Kari - rzut dyskiem - 28. miejsce

### Piłka nożna
Mężczyźni
- Chokri El-Ouaer, Imed Ben Younes, Al-Mehdi Ben Slimane, Ferid Chouchane, Kaies Ghodhbane, Maher Al-Kanzari, Lotfi Baccouche, Hassen Al-Gabsi, Zoubaier Baya, Marouane Al-Bokri, Sabri Jaballah, Mohamed Mkacher, Radhi Al-Jaïdi, Tarek Ben Chrouda, Adel Al-Sellimi, Khaled Badra, Riadh Bouazizi - 14. miejsce

### Siatkówka
Mężczyźni
- Ghazi Koubaa, Riadh Hedhili, Mohamed Baghdadi, Riadh Ghandri, Atif Loukil, Khaled Bel Aïd, Hichem Ben Romdhane, Tarek Aouni, Faycal Ben Amara, Noureddine Hfaiedh, Ghazi Guidara, Majdi Toumi - 11. miejsce

### Szermierka
Kobiety
- Henda Zaouali - floret indywidualnie - 37. miejsce,
- Henda Zaouali - szpada indywidualnie - 47. miejsce

### Tenis stołowy
Kobiety
- Sonia Touati - gra pojedyncza - 49. miejsce

### Tenis ziemny
Kobiety
- Salima Safar - gra pojedyncza - 33. miejsce

### Zapasy
Mężczyźni - styl klasyczny
- Nabil Salhi - kategoria do 57 kg  - 20. miejsce,
- Mohamed Naouar - kategoria do 100 kg - 17. miejsce,
- Omrane Ayari - kategoria do 130 kg - 11. miejsce